# 祁观
祁观（1985年11月4日—）是一位中国连珠棋手，黑龙江齐齐哈尔人。2008年12月，祁观参加第二届全国五子棋锦标赛，获得第22名，升初段。2009年10月参加第三届全国五子棋锦标赛，获得第14名，升三段。2009年11月，在第一届全国智力运动会中获得五子棋男子个人组第9名，升四段。2011年10月，在第五届全国五子棋锦标赛中获得季军，升六段。2012年5月，代表中国二队参加第9届世界连珠团体锦标赛，获得季军。2012年10月，获得第六届全国五子棋锦标赛男子组冠军。2014年10月，获得第八届全国五子棋锦标赛男子组冠军。
2015年8月，祁观首次参加世界连珠锦标赛，并在第14届世锦赛中取得冠军，成为中国的第三位连珠世锦赛冠军。2015年11月，祁观获得第三届全国智力运动会五子棋男子个人组冠军。2016年5月，祁观代表中国队参加第11届世界连珠团体锦标赛，取得亚军。2018年4月，祁观与软件冠军弈心进行了五番棋比赛，并以2.5:2.5的成绩战平。2018年10月，获得第二届全国五子棋精英赛冠军。截止2018年，祁观共获得两次全国五子棋锦标赛冠军，以及一次全国五子棋团体锦标赛冠军。